# Donászy Magda
Donászy Magda (Szombathely, 1911. március 15. – Budapest, 1988. július 13.) magyar író, költő.

## Élete
1929-ben Szombathelyen kereskedelmi érettségit tett, majd Salgótarjánban édesapja kereskedésének a könyvelését végezte. Két évig (1929 és 1931 között) vendéghallgató volt a Pázmány Péter Tudományegyetem Bölcsészettudományi Karának magyar irodalom szakán. 1935-ben ment férjhez, házassága alatt négy gyermeke született. 1942-től Kolozsvárott élt.
A 2. világháború után a családjával Budapestre költözött. 1954 és 1955 között a Hungarotex óvodájában óvónőként dolgozott. Első könyve a Jelmezbál az óvodában a Móra Ferenc Ifjúsági Könyvkiadó gondozásában jelent meg, 1957-től szabadfoglalkozású író lett. Éveken keresztül a Magyar Rádió munkatársa is volt, óvodások számára készített műsorok szerzőjeként.
Az 1960-as évektől kezdve számos gyermekkönyve jelent meg a Minerva Kiadónál (Arany ABC, Állatos ABC, A mókus és a szarka, Makkos, Csóri, Hosszúláb, Zsóka óvodája, Zsóka új óvodában, Madaras karácsonyfa).
Az 1970-es évektől a Móra Ferenc Könyvkiadó több nagy sikerű könyvét jelentette meg (Táltosmackó, Csálé Kati, Cserebere Csóri).  Verseit diafilmeken is feldolgozták (Első nap az óvodában, Tapsi és a villanyrendőr).
Rengeteg versét megzenésítették. Könyveit több nyelvre lefordították, többek között német, angol, francia, finn nyelvekre, ezek a kötetek a Corvina Könyvkiadó gondozásában jelentek meg több kiadásban is. 
A Magyar Rádiónak gyermekszínjátékokat és gyermekoperákat írt (A kiskakas gyémánt fél krajcárja, Az aranyszőrű bárány).
2000 után a könyvei új kiadásban a Holnap Kiadó gondozásában jelentek meg (Arany ABC, Állatos ABC, Táltosmackó, Cinkeház).

## Művei
- Jelmezbál az óvodában (verses képeskönyv, 1957)
- Versek kicsinyeknek (versek, 1959)
- Körjáték (gyermekversek, 1960)
- A csodafű (meseopera, 1960)
- Mese a kisasztalról (verses képeskönyv, 1960)
- Körjáték (gyermekversek, 1960)
- Erdei történet (verses képeskönyv, 1961)
- Számolnak a kicsinyek (verses képeskönyv, 1961)
- Arany ABC (verses képeskönyv, 1961)
- Mókus és a szarka (képes mesekönyv, Radvány Zsuzsannával, 1962)
- Cinkeház (gyermekversek, 1962)
- Két kis gézengúz (verses képeskönyv, 1962)
- Zsóka óvodája (képes mesekönyv, 1962)
- Vidám ABC (1963)
- Mese a Télapóról (verses képeskönyv, 1963)
- Hófehérke születésnapja (verses képeskönyv, 1964)
- Zsóka új óvodában (képes mesekönyv, 1965)
- Táltosmackó (elbeszélés gyerekeknek, 1966)
- Mickó Mackó (1966)
- Hétvégi kirándulás (verses képeskönyv, 1967)
- Madaras karácsonyfa (versek, mesék, 1967)
- Csóka, róka, móka (versek, 1968)
- A róka és a holló (Németország, 1968)
- Állatos ABC (verses képeskönyv, 1968)
- Csóri, Makkos, Hosszúláb (mesekönyv, 1969)[2]
- Cserebere Csóri (vers és mese, 1970)
- Libegő (verses képeskönyv, 1972)
- Tarkabarka kiskakas (verses képeskönyv, 1974)
- Csálé Kati (ifjúsági regény, 1975)
- Gyakorló anyag beszédhibás gyermekek számára (1985)
- A mókus és a szarka (mesék, 1992)
- Az eltévedt őzike (gyermekversek, 1997)

## Díjai
- A Nemzetközi Könyvművészeti Kiállítás aranyérme (1965)
- Szocialista Kultúráért (1973)

## Emlékezete
Szülővárosában, Szombathelyen óvodát neveztek el róla: Donászy Magda Óvoda.

## A popkultúrában
Varga Ferenc József humorista jeleneteiben visszatérő fordulat a „Donászy Magda verse” megjegyzés, mindig versmondó gyermekek szájából, bárki legyen is a vers szerzője. A szerző megfigyelése szerint az ő gyerekkorában az iskolákban és óvodákban nagyon gyakran találkoztak Donászy Magda verseivel, alig telt el iskolai vagy óvodai ünnepség a költőnő verse nélkül, ezt hivatott kifigurázni ez a – a humorista kvázi szlogenjévé vált – fordulat.